# Krossfjord
Der Krossfjord (norwegisch Krossfjorden) ist ein Fjord im Nordwesten der Insel Spitzbergen. Er trennt Albert-I-Land im Westen von Haakon-VII-Land im Osten.

## Geographie
Gemeinsam mit dem Kongsfjord öffnet sich der Krossfjord nördlich von Prins Karls Forland auf etwa 79° nördlicher Breite zur Grönlandsee. Während der Kongsfjord sich in südöstlicher Richtung erstreckt, verläuft der Krossfjord in Nordsüdrichtung. Er ist etwa 30 Kilometer lang und an seinem Eingang zwischen Collinsodden auf der Halbinsel Mitrahalvøya im Norden und Kap Guissez im Südosten bis zu 6 Kilometer breit. Die 700 m hohe Halbinsel Kong Haakons Halvøy spaltet den Krossfjord in den westlichen Lilliehöökfjord und den östlichen Möllerfjord, dessen innerster Teil Kollerfjord heißt.
Das Einzugsgebiet des Krossfjords ist 829 km² groß. Davon sind 551 km² oder 67 % vergletschert. Das Eisvolumen der Gletscher beträgt 94 km³. Die größten in den Krossfjord kalbenden sind im Uhrzeigersinn der Forbesbreen, der Brücknerbreen, der  Lilliehöökbreen, der Supanbreen, der Kollerbreen, der Mayerbreen, der Tinayrebreen und der Fjortende Julibreen. Der Krossfjord ist in seinem äußeren Bereich über 300 m tief. Er beinhaltet 25 km³ Wasser.

## Natur

### Landschaft
Die Landschaft am Krossfjord ist gebirgig, nur an den Küsten bei Kap Guissez und Collinsodden gibt es flachere Bereiche. Das Land im Norden und Osten ist großflächig vergletschert. Die in den Fjord kalbenden Gletscher – besonders der acht Kilometer breite Lilliehöökbreen – besitzen oft beeindruckende Fronten.

### Flora

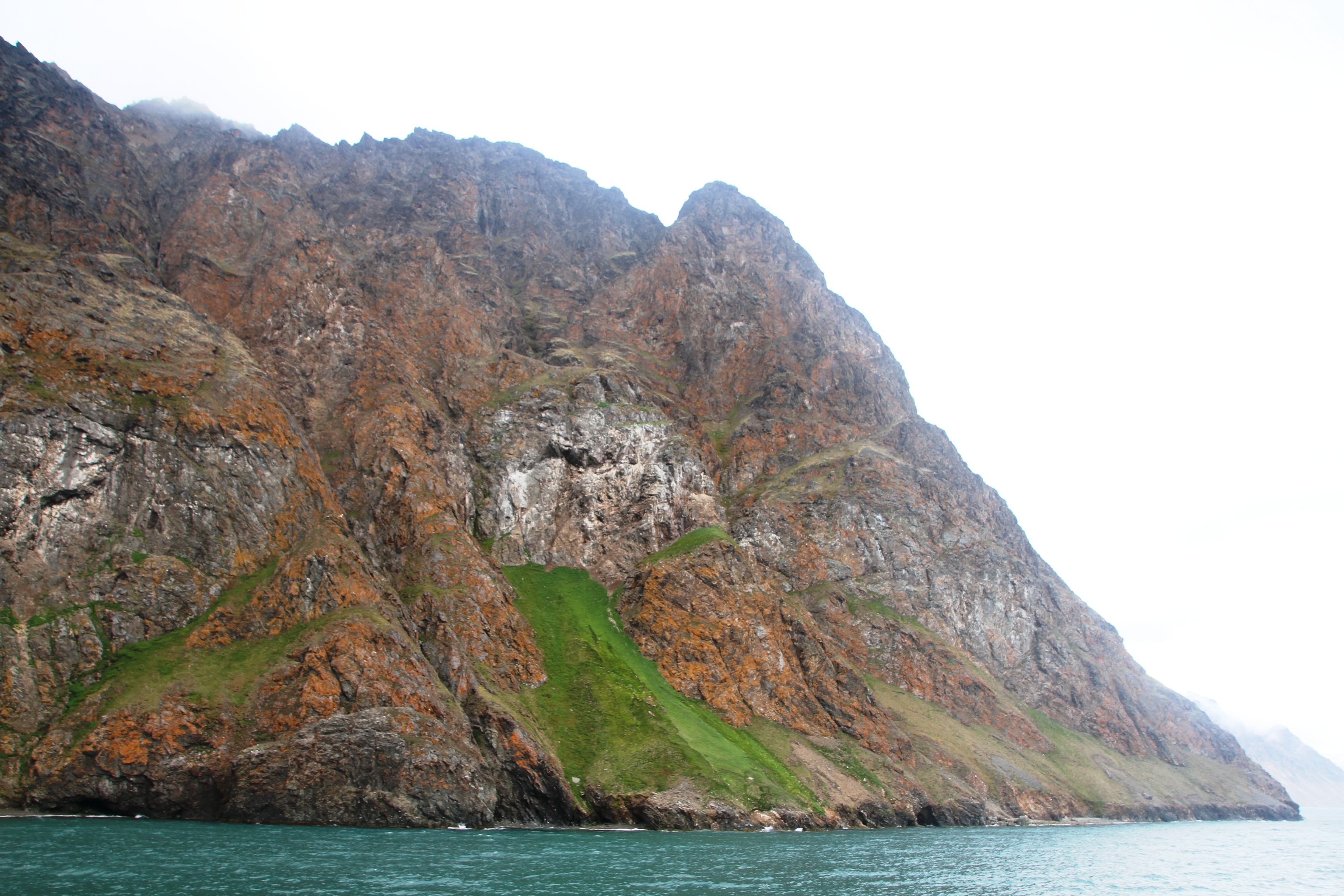
Üppiges Grün am Fuße einer Vogelkolonie

Die Westküste Spitzbergens steht unter dem wärmenden Einfluss des Golfstroms. Das relativ milde Klima am Krossford lässt Flechten und Moose an unvergletscherten Stellen reichlich wachsen. Besonders unterhalb von Vogelkolonien, z. B. in der Fjortende Julibukta, erlaubt die Düngung durch tierische Exkremente auch das Wachstum von Gefäßpflanzen.

### Fauna
Am Krossfjord befinden sich zahlreiche Vogelfelsen. Eine der größten Kolonien befindet sich auf dem Casimir-Périerkammen in der Fjortende Julibukta, wo Eissturmvögel, Dreizehenmöwen, Dickschnabellummen, Gryllteisten und Papageitaucher brüten. Dieselben Arten findet man auch in der Tinayrebukta und am Kongshamaren an der Südspitze der Kong Haakons Halvøy. Krabbentaucher brüten unter anderem auf drei Klippen in der Tinayrebukta. Weitere Kolonien von Meeresvögeln gibt es im Kollerfjord und an der Westseite des Lilliehöökfjords auf der Landspitze Nilspynten und auf dem Willeberg. In der Nähe der Vogelkolonien sind häufig Schmarotzerraubmöwen und Polarfüchse anzutreffen. Weitere am Fjord lebende Vögel sind das Alpenschneehuhn, die Küstenseeschwalbe, die Prachteiderente, die Schneeammer, der Meerstrandläufer, der Sterntaucher und die Eisente.
Die in den Fjord kalbenden Gletscher schaffen gute Lebensbedingungen für Ringelrobben. Auch Bartrobben und Weißwale sind hier anzutreffen. Eisbären sind im Gebiet relativ selten, aber Rentiere sind präsent.

### Naturschutz
Der Krossfjord befindet sich vollständig im 1973 gegründeten Nordvest-Spitsbergen-Nationalpark. Dieser wird von BirdLife International zugleich als Important Bird Area (SJ002) ausgewiesen.

## Geschichte

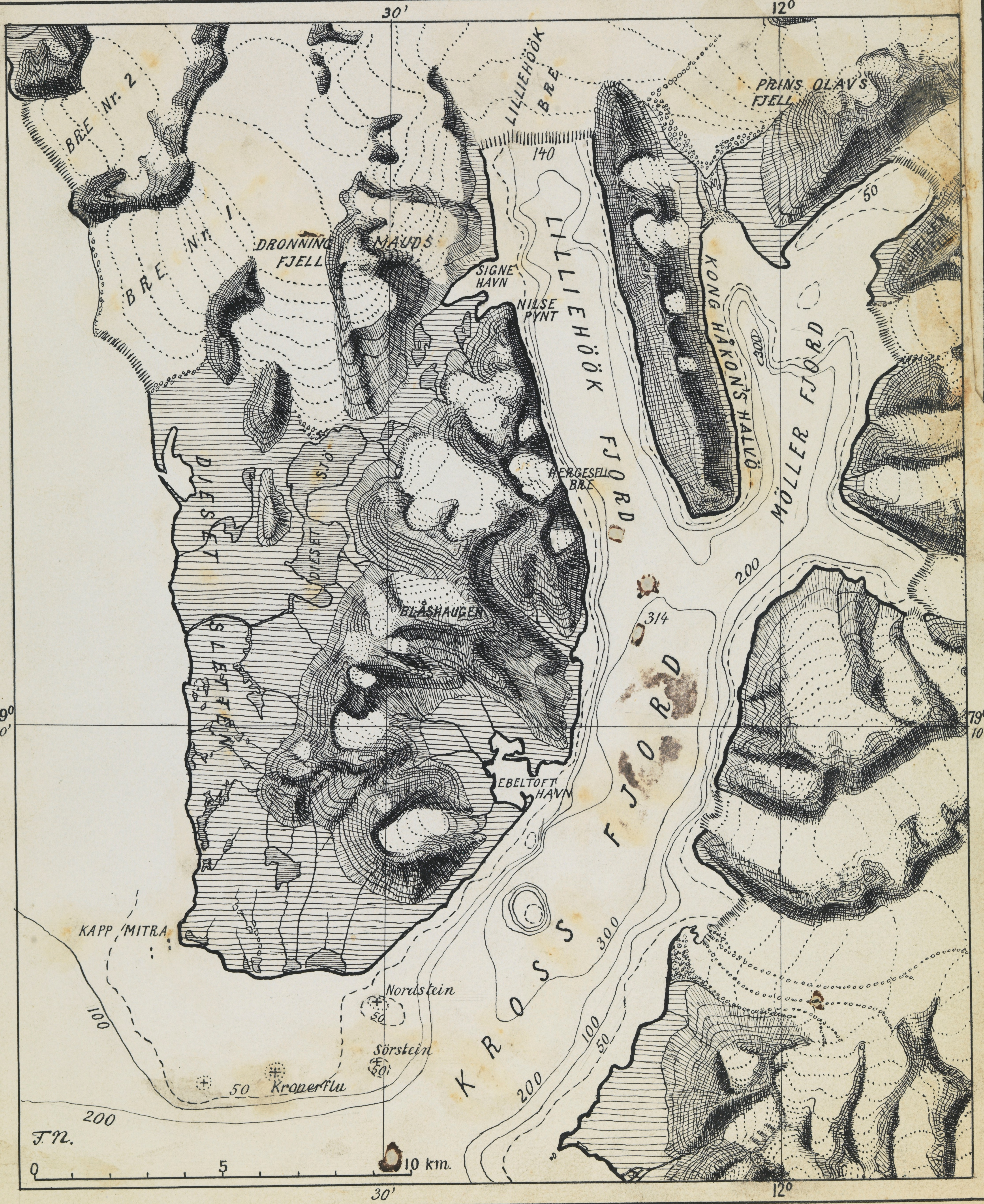
Historische Karte des Krossfjords (um 1910)

Schon im 17. Jahrhundert wurde der Krossfjord regelmäßig von Walfängern besucht. Der britische Entdecker Jonas Poole nannte ihn Close Cove. Er ankerte am 1. Juni 1610 in der Bucht, die heute Ebeltofthamna (deutsch auch Ebeltofthafen) genannt wird. Poole stellte hier ein Kreuz auf und nannte sie Cross Road. Hier befand sich die erste englische Walfangstation auf Spitzbergen. Reste eines Trankessels und ein Hausfundament sind ebenso erhalten wie ein Gräberfeld. In Ebeltofthamna gibt es auch Reste einer Fangstation, die von russischen Pomoren betrieben wurde. 1843–1844 überwinterten hier 24 norwegische Robbenfänger, die an der Nordküste Schiffbruch erlitten hatten.
1906 und 1907 führte Gunnar Isachsen, finanziert von Fürst Albert I. von Monaco, topografische und ozeanografische Vermessungen in Nordwestspitzbergen durch, darunter auch im Krossfjord. Viele der heutigen geographischen Namen im Gebiet gehen auf diese Expedition zurück. 1910 unternahm Ferdinand von Zeppelin in Begleitung namhafter Wissenschaftler eine Studienreise mit dem Dampfer Mainz, um auf Spitzbergen einen geeigneten Stützpunkt für eine Arktisfahrt seines Luftschiffs zu finden. Er besuchte dabei auch den Krossfjord. Zur weiteren Untersuchung der klimatischen Verhältnisse gründete der Meteorologe Hugo Hergesell 1912 das Geophysikalische Observatorium Ebeltofthafen. Die erste deutsche Wetterstation auf Spitzbergen war bis zum Ausbruch des Ersten Weltkriegs ganzjährig besetzt.
Ab 1910 überwinterten norwegische Pelztierjäger am Krossfjord. Die ersten Jagdhütten standen in Ebeltofthamna und am Kap Guissez. 1911 errichtete Henry Rudi, der während der vorangegangenen Überwinterung seinen Bruder verloren hatte, Camp Zöe an der Tinayrebukta für die Northern Exploration Company des englischen Geschäftsmanns Ernest Mansfield (1862–1924).
Zur Gewinnung von Wetterdaten im Eismeer und zur Wetterprognose für Mitteleuropa unterhielt die deutsche Wehrmacht im Zweiten Weltkrieg bemannte Wetterstationen in Signehamna. Von 1941 bis 1942 arbeitete dort der Wettertrupp Knospe, von 1942 bis 1943 der Wettertrupp Nußbaum.
Wegen seiner Schönheit und leichten Erreichbarkeit gehört der Krossfjord heute zu den beliebtesten touristischen Zielen auf Spitzbergen. Im Jahr 2001 war Möllerhamna nach Gravodden im Magdalenefjord der Ort mit den zweitmeisten Anlandungen von Touristen.